# サーロス・ウルフホンド

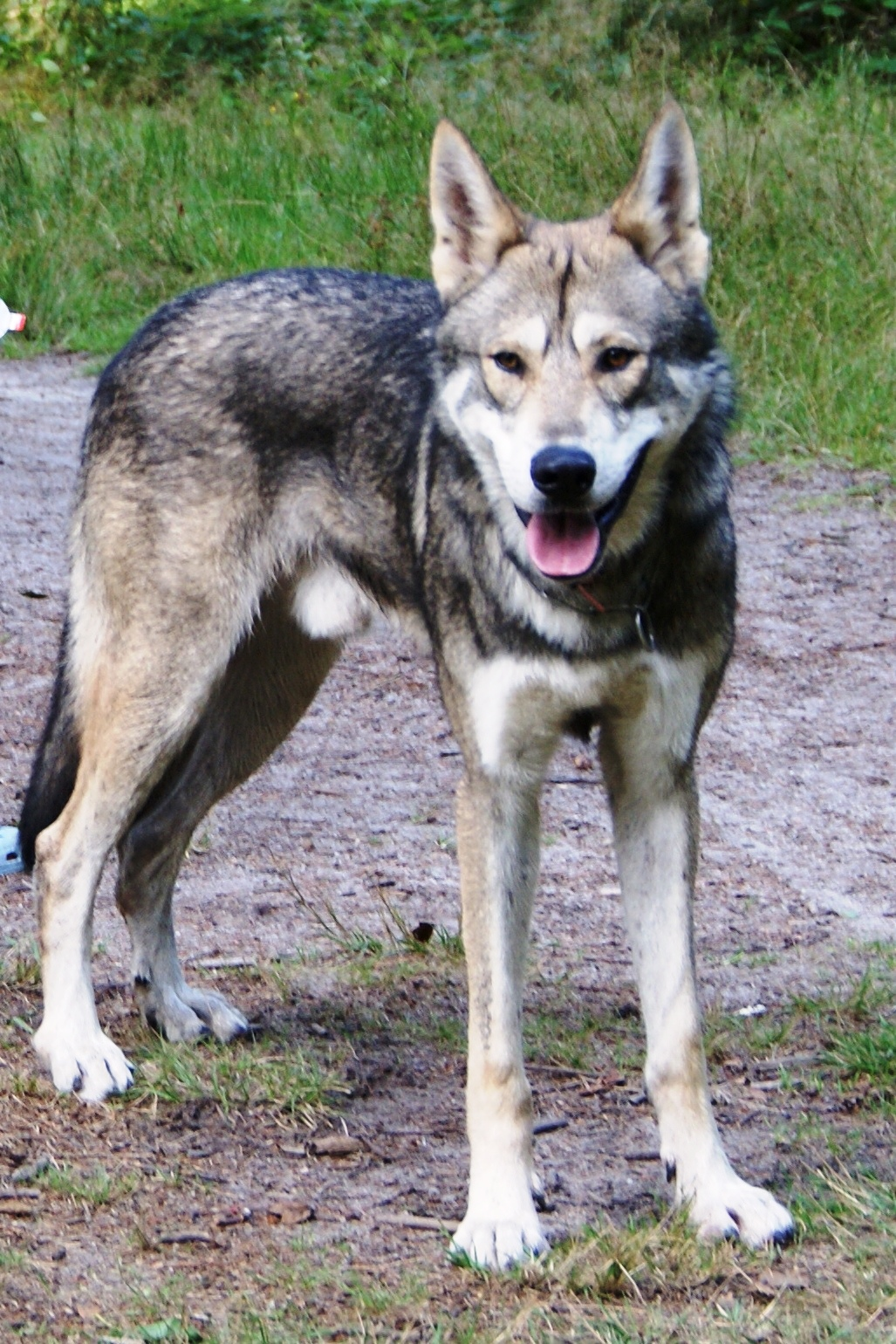

サーロス・ウルフホンド（英：Saarloos Wolfhond）とは、オランダ原産のウルフドッグ犬種である。オランダ人のリンデルト・サーロース（Leendert Saarloos, 1884-1969）という人物によって作出された犬種で、別名はダッチ・ウルフホンド（Duch Wolfhond）、ヨーロピアン・ウルフドッグ（英：Eurpean Wolfdog）。なお、サーロスという犬種名は発音上の問題によりサールロース、サーロースなどと表記されることもある。

## 歴史
古代犬種の非凡な能力にあこがれ、それが現代の犬種へと進化するにしたがって能力が劣化し堕落してしまったのではないかという考えを持っていた作出者が、古代犬種の優れた能力を取り戻させるための研究を行い、1920年代から作出が始まった。それにあたってイエイヌの先祖の一つであり、反射神経と運動力の優れたオオカミと、学習能力、忠実さ・愛情深さをもつジャーマン・シェパード・ドッグの組み合わせが考案された。作出はまず雄のジャーマン・シェパードと雌のオオカミを交配させ、それによって生まれた半狼（はんろう：オオカミとイヌのハーフのこと）を更に雄親のジャーマン・シェパードと一度だけ戻し交配させ、それによって生まれたオオカミの血を4分の1引く犬をもとに交配を進めて作出された。
作出後、サーロスは自分の作出したウルフドッグを綿密に研究し、総合能力の高さやイエイヌが担っているさまざまな使役のうち、どれがこの犬種にあっているかなどを探すテストを行った。それにより本種の総合的な能力（スタミナや瞬発力、学習力など）は他の犬種に比べてかなり優れていることが判明したが、その一方でウルフドッグ特有の内向性や用心深さ、訓練の難しさを持っていたため（注：これは全てのウルフドッグ犬種に現れる問題で、本種だけのクセではない）、牧羊犬や牧畜犬への使役には向いていなかった。遠吠え以外で吠えることを嫌うため番犬にも向いていなかったが、きちんとした訓練を行うことにより、警察犬や盲導犬として使うことが出来るということが分かっていった。しかし、訓練に大変コストがかかる（腕のあるドッグトレーナーが必要）ため、実用化されることはなかった。
しかし、容姿が良く身体能力も高いため人気を呼び、現在では世界中のウルフドッグ犬種のなかで最も人気のある犬種になった。主にショードッグやペット、ドッグスポーツの分野で活躍している。1975年にはFCIに公認された。

## 特徴
オオカミとイヌの中間の姿をしているが、オオカミの特性を多く強く引き継いでいる。引き締まったボディは柔軟性があり、反射神経や持続力、運動神経が非常に高い。立ち耳、ふさふさした垂れ尾でコートはショートコート、毛色はウルフ系のもの。オオカミのような精悍な顔立ちをしていて、視覚・嗅覚も鋭い。体高60～75cm、体重36～41kgの大型犬で、性格は内向的で警戒心が強いが、主人や家族に対しては愛情深く、忠実で非常に優しい。遠吠え以外にはめったに吠えず、遺伝的疾患もほとんどない。しかし、一貫した厳しい訓練を行わなければ主従関係が逆転し大変な事態を招く恐れがあり、初心者には飼育できない犬種である。訓練により主従関係をはっきりさせることができれば、優秀な家庭犬になる。運動量はかなり多い。
ちなみに、通常イエイヌの繁殖期は年に2～3回であるが、サーロスなどのウルフドッグ犬種や原始的な古代犬種などは年に1度しかない。ただし、サーロスは通常一腹で5～15頭の仔犬を産む。

## 参考
- 『犬のカタログ2004』（学研）中島眞理 監督･写真
- 『日本と世界の愛犬図鑑2007』（辰巳出版）佐草一優監修
- 『デズモンド・モリスの犬種事典』（誠文堂新光社）デズモンド・モリス著書、福山英也、大木卓訳 誠文堂新光社、2007年
- 『日本と世界の愛犬図鑑2009』（辰巳出版）藤原尚太郎編･著